# Особый путь Германии
Особый путь Германии или немецкий особый путь  (нем. Deutscher Sonderweg) — предположительно наблюдаемая в истории Германии неравномерность её государственной структуры и формирования демократических институтов, в отличие от европейских соседей Германии, таких как, например, Франция и Англия. 
В историографии не существует устоявшейся точки зрения, является ли это особым путём, поскольку это предполагает существование «нормального» исторического развития демократии, или же речь идёт только о собственном, а не особенном, пути Германии.

## Определение
Немецкий историк Ганс-Ульрих Велер, сторонник теории особого пути, характеризует развитие прусской Германии до конца Веймарской республики как своеобразное отношение противоречий между традицией и современностью. С термином «особый путь Германии» связано также представление о том, что правящие слои общества в Германии, прежде всего в XIX и начале XX века вели ошибочную, негибкую и анахроничную политику. Такая политика якобы была прежде всего антипарламентаристской и антидемократичной, а также характеризовалась принципиальным отрицанием исходящих от народа либеральных и социальных требований, что привело к ошибочному самоощущению и чрезмерному национальному самосознанию немцев (пруссов, баварцев, швабов и так далее). Такое поведение (категорический отказ от либеральных и парламентских реформ) приписывается верхам Пруссии, которые расширяли область своего влияния на всю Германию и в любом случае желали сохранить монархию. Именно политика Пруссии влияла на развитие всей Германии после 1814/1815 годов.
Причины особого пути следует искать с одной стороны в раздробленности Священной Римской империи в отличие от централизованных королевств средневековых Англии и Франции, а с другой стороны в просвещённом абсолютизме Пруссии и Австрии, который провёл реформы, ставшие во Франции возможными только после французской революции. Всё это привело к возникновению в Германии гражданского общества с особой верой в авторитет правителей.

## Понятие об особенном качестве немцев: Культура против Цивилизации
Отличие развития Германии от своих западных соседей было принято как знак особенной ценности немцев.
Со времени книги Анн-Жермен де Сталь «De l’Allemagne», («О Германии») (1813) многие немцы компенсировали своё чувство отсталости по сравнению с западными национальными государствами тем, что считали себя «страной писателей и мыслителей» со ссылками на Гёте и Канта и приписывали себе культурное превосходство. При этом культура, как духовное, глубоко душевное понятие, противопоставлялась поверхностным ценностям цивилизации. Особенно горячо защищал эту концепцию Томас Манн в своей книге «Заметки аполитичного».
Многие положительные ассоциации, которые во французском и английском языках связаны со словом «цивилизация», как с высшей ступенью развития общества, в немецком языке связаны со словом «культура». Довольно часто слово «civilization» следует переводить на немецкий как «Kultur» (напр. понятие «столкновение цивилизаций» — «clash of civilizations»).
В то время как (французская) концепция «цивилизации» исходит из универсальной применимости основополагающих принципов (что например в политике выражается в централизме), немецкая концепция «культуры» подчёркивает различные культурные выражения жизни в связанных друг с другом равноправных образованиях (что среди прочего приводит к принципу федерализма). Такая точка зрения отражает ситуацию раздробленности Германии на чрезвычайно неоднородные регионы.
Подобный конфликт наблюдается в настоящее время в критике «западных прав человека»
Логика особого пути Германии выражается в «идеях 1914 г.» о «попытке неограниченного оправдания немецкой военной политики». В то время немецкая аристократическая элита чувствовала себя «зажатой» между современным капиталистическим классовым обществом Франции или Англии и Российским самодержавием. Поэтому немецкая элита присягнула «сплавляющему вместе все классы, бесконфликтному, гармоническому народному сообществу, которое, будучи ведомо компетентной образованно-гражданской бюрократией и будучи защищено сильной, прусско-немецкой, милитаристской монархией, воспряло бы как феникс в пламени войны» (цитата из Велера, 2003). Немецкое дворянство попыталось таким образом, за счёт выдвижения своих социальных прибежищ (университетов, управления и военных структур), сохранить остатки влияния после неизбежной потери реальной власти, и обеспечить, таким образом, по крайней мере сохранение привычного образа жизни. Идея «антикапиталистического, антилиберального, бесконфликтного народного сообщества национал-социализма, способная преодолеть противоречия классового общества» возникает впоследствии в своей более радикализированной форме в идеологии национал-социализма.

## Примеры
В качестве примеров так называемого «особого немецкого пути» приводят:
- Индустриализация. По причине продолжительной консервативной экономической политики, ориентированной на цеха, и замедляющей индустриализацию Германии, индустриальная революция в Германии произошла на 30-40 лет позже, чем в Англии.
- Чуждость немецкой элиты демократии и гражданским движениям. Великая французская революция послужила началом процессу демократизации Европы. В Германии же попытка установить систему парламентаризма во время мартовской революции 1848 г. провалилась. Вместо этого в 1871 г. было образовано монархическое немецкое государство, которое нарушало баланс сил в Европе.
- Веймарская республика. Из-за отказа США в конце Первой мировой войны вести переговоры с Германской империей под управлением кайзера, Германии было навязано демократическое устройство. Во времена Веймарской республики именно немецкая элита, промышленники (например, Фриц Тиссен) и влиятельные медиамагнаты (например Альфред Гугенберг) проложили дорогу национал-социализму. Винить в этом простой народ Германии затруднительно, так как из-за инфляции, экономического кризиса и последствий Первой мировой войны народ практически полностью обнищал, отчаялся и был подавлен. С исторической точки зрения становлению фашистских режимов часто предшествовали серьёзные кризисы. Однако именно это обстоятельство налагает ответственность на влиятельные и просвещённые элиты.
- Катастрофа Третьего рейха рассматривается в качестве кульминации попыток немецкого особого пути. Результатом этого стало то, что Германия потеряла статус великой державы и за счёт вмешательства извне была перестроена и искусственно, не за счёт своего собственного развития, была превращена в государство по западному образцу.

## Критика концепции особого пути
В современной науке тезис об «особом пути Германии» всё более релятивируется или совсем отрицается. Темами для критики являются среди прочего:
- Особенности в истории Германии, которые приписываются «особому пути», являются несомненно немецкими особенностями. Однако и в других странах не существует «нормы» или же «нормального» развития. И в Англии не было поступательного развития к либеральной демократии, и в других странах, таких как Испания, Италия, Австрия и Венгрия не было либерального и демократического развития, а происходили войны, революции и политическая нестабильность. Консервативно-авторитарные силы и старые аристократические элиты часто оставляли за собой большую власть. Идеальной, то есть бесконфликтной и поступательной модернизацией и демократизацией в Европе могут похвастаться только страны Бенилюкс, скандинавские страны, а также частично Франция. Поскольку эти страны составляют основу западной Европы и первоначальный костяк сегодняшнего Евросоюза, то говорят, что Германия, после образования ФРГ в 1949 г., прошла «длинный путь на запад».
- Буржуазное общество в Германии в XIX веке не было настолько слабым, как постулируется в теории особого пути. Это общество скорее всего преобразовалось в общегражданское и изменилось, но не потеряло влияния.
- Понятие «особого пути Германии» является интерпретацией сегодняшних воззрений на исторические события и распространяет на историю формальные оценки («хороший» = «либеральный», «плохой» = «автократичный»), что в научном рассмотрении недопустимо.
- Также и без формальной буржуазной революции (и прекращения таким образом власти дворянства) буржуазия являлась в Германии после 1871 г. главным слоем общества.